# Câmpia de Vest
Câmpia de Vest este partea românească a câmpiei Tisei, ea însăși parte din câmpia Dunării mijlocii, denumită „Marea Câmpie Ungară”. Se întinde pe o lungime de peste 375 km și pe o lățime medie de 45 km.

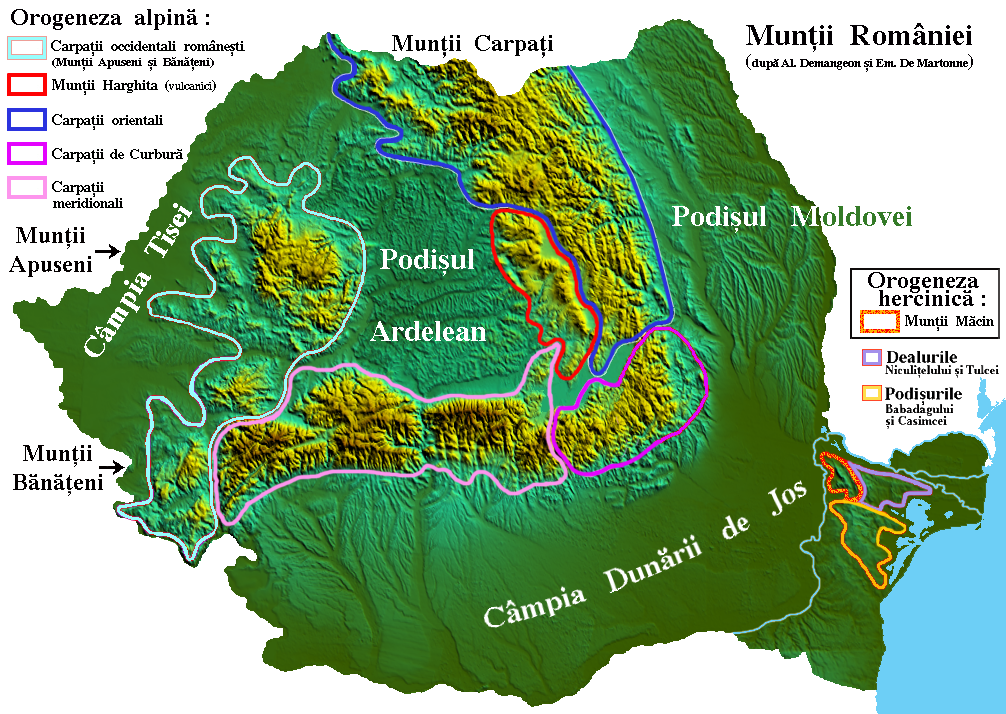
Câmpia de Vest (Câmpia Tisei) printre formele de relief ale României.

## Limitele
Câmpia de Vest este delimitată:
- spre Nord – de râul Tur;
- spre Est – de Dealurile de vest și Carpații Occidentali;
- spre Vest – de granițele cu Ungaria și Serbia;
- spre Sud – de granița cu Serbia.

## Relieful
Relieful este alcătuit din trei trepte:
- câmpia înaltă de peste 100 m, mai veche (din Pleistocen) și în general situată spre dealuri;
- câmpia orizontală, netedă, care prezintă acumulări de nisip;
- câmpia joasă în care râurile au tendință de înmlăștinare.

## Clima
Clima câmpiei de Vest este continentală. Temperaturile medii anuale se încadrează în intervalul 10-12°C. Se observă diferențe între partea nordică (9-10°C) și partea sudică (10-11°C). Precipitațiile medii anuale sunt între 550-600 mm.

## Vegetația
Vegetația naturală s-a păstrat doar pe areale extrem de restrânse. Solurile sunt din clasa molisolurilor (cernoziomuri) și solurilor intrazonale (hidromorfe, halomorfe, psamosolurilor în Câmpia Careiului).

## Hidrografia
Drenează aceleași râuri ca Dealurile de Vest. Râurile care străbat câmpia au o direcție E-V cu excepția celor din Banat care se orientează NE-SV sau chiar N-S. În partea de câmpie joasă au albii abia schițate și tendințe de înmlăștinire și revărsare. 
Canalele de mare importanță:
-Canalul Crișurilor:
-Canalul Morilor
S-au amenajat importante bazine piscicole: Cefa, Tămașda, Ineu.

## Resursele subsolului
Resursele sunt legate de falierea fundamentului: ape minerale, petrol, gaze naturale. Apele minerale apar pe tot cuprinsul Câmpiei de Vest: Tășnad, Oradea, Băile Felix, Salonta. Petrolul și gazele naturale formează una dintre cele mai importante resurse ala câmpiei: Turna, Teremia, Călaceu.

## Populația
Etnii: români, maghiari, romi, bulgari, sârbi, germani, slovaci. Densitatea medie este de 50-75 loc/km`2, valorile uneori trec de 1000 loc/km`2 (Timișoara, Oradea, Arad). 
Sporul natural are valori egale cu media pe țară cu excepția Câmpiei Banatului.

## Așezări
Urbane: 18 localități,4 cele mai importante fiind: Timișoara, Arad, Oradea, Satu Mare.
Rurale: sunt rare și de dimensiuni mari( peste 3000 de locuitori) și au un grad de geometrizare ce se accentuează de la N(nord) spre S(sud).

## Agricultura
Agricultura este o ocupație veche și importantă pentru acest spațiu. Cultura plantelor se practică în condiții de randament sporit. Creșterea animalelor se remarcă prin toate tipurile de animale (În Banat mai ales porcine).

## Industria
Din punct de vedere industrial, actual industriile sunt concentrate în cele 4 orașe principale: construcții de mașini, utilaj greu, industria textilă, anvelope.

## Transporturile
Majoritatea se desfășoară de-a lungul liniei de transport a Câmpiei de Vest: Halmeu, Stamora Moravița (aliniament N-S).
Se desprind o serie de magistrale: 4 (Satu Mare-Oradea-Timișoara), 3 (Crișul Repede), 2 (Valea Mureșului), 1 (Timișoara-Caransebeș). E traversată de artere rutiere importante, și de rute fluviale.

## Regionarea
A. Câmpia Someșului (între Depresiunea Oaș, Dealul Codrului, cumpăna de ape dintre Crasna și Erin.
-câmpii tabulare:
-Câmpia Turului
-Câmpia Ardud
-câmpii joase:
-Câmpia Joasă a Someșului
-Câmpia Eceda
B. Câmpia Crișurilor (între Câmpia Someșului, Dealurile de Vest, Mureș)
-câmpii înalte:
-Câmpia Aradului
-Câmpia Tășnadului
-Câmpia Buduslăului
-Câmpia Miersigului
-Câmpia Cermeiului
-Câmpia Careiului (în partea vestică a unității, cu dune de nisip fixate prin plantații de salcâm și viță de vie)
-câmpii joase:
-Câmpia de subsidență a Crișurilor
C. Câmpia Banatului (între Mureș și granița cu Ungaria)
-câmpii înalte:
-Câmpia Vingăi
-câmpii joase:
-Câmpia Lugojului
-Câmpia Timișului